# أليخاندرو ماركيز
أليخاندرو ماركيز (بالإسبانية: Alejandro Márquez)‏ (31 أكتوبر 1991 في تشيلي - ) هو لاعب كرة قدم تشيلي في مركز الوسط. شارك مع منتخب تشيلي تحت 20 سنة لكرة القدم. أما مع النوادي، فقد لعب مع نادي أونيفرسيداد دي تشيلي ونادي أوهيجينس ونادي بالستينو وDeportes Temuco ‏ وUnión Temuco ‏.

## وصلات خارجية
- أليخاندرو ماركيز على موقع قاعدة بيانات كرة القدم.إي يو (الإنجليزية)
- أليخاندرو ماركيز على موقع Soccerway.com (الإنجليزية)
- أليخاندرو ماركيز على موقع عالم كرة القدم.نت (الإنجليزية)